# Salaca
Die Salaca [ˈsalat͡sa] (deutsch: Salis) ist ein Fluss im Biosphärenreservat Nord-Vidzeme im Norden Lettlands. Sie fließt vom Burtnieker See in Richtung Westen, wo sie bei Salacgrīva (deutsch: Salismünde) in die Rigaer Bucht mündet.

## Abmessungen
- Länge (gesamt): 95 km
- Höhenunterschied: 42 m (0,44 m/km)
- durchschnittliche Wassermenge im Mündungsbereich: 31,3 m³/s
- maximale Wassermenge im Mündungsbereich: 184 m³/s
- minimale Wassermenge im Mündungsbereich: 4,4 m³/s

## Städte
Wie Salacgrīva an der Mündung hat die landeinwärts gelegene Stadt Mazsalaca (dt.: Salisburg) ihren Namen vom Fluss bekommen. Weiterhin liegt die Stadt Staicele an der Salaca.

## Bauwerke
Die Burg Salis ist nach dem Fluss benannt.